# Aaron Boehme
Aaron Boehme (* 1989) ist ein US-amerikanischer American-Football-Spieler auf der Position des Quarterbacks. Er spielte in der Saison 2011 in der German Football League (GFL) für die Schwäbisch Hall Unicorns und holte mit ihnen den German Bowl.

## Werdegang
Bohme studierte Mathematik am Linfield College in McMinnville, Oregon.
Nach seinem Abschluss 2010 wechselte er Anfang 2011 nach Deutschland zu den Schwäbisch Hall Unicorns. In dieser Saison (inklusive Playoffs) warf er 59 Touchdownpässe und dabei nur drei Interceptions. Insgesamt beendete er die Saison mit 315 angekommenen Pässen bei 415 Passversuchen (69,8 %) für 4965 yrds.
Am 8. Oktober 2011 führte er die Schwäbisch Hall Unicorns erstmals in ihrer Vereinsgeschichte in das Finale um den German Bowl gegen den Titelverteidiger, die Kiel Baltic Hurricanes in Magdeburg. Das Spiel endete 48:44. Boehme wurde als German Bowl MVP ausgezeichnet.
Ende 2011 gab er sein Karriereende bekannt und verließ die Unicorns. Boehme ging zurück in die Vereinigten Staaten, um dort als Trainer zu arbeiten.